# Габор Бетлен

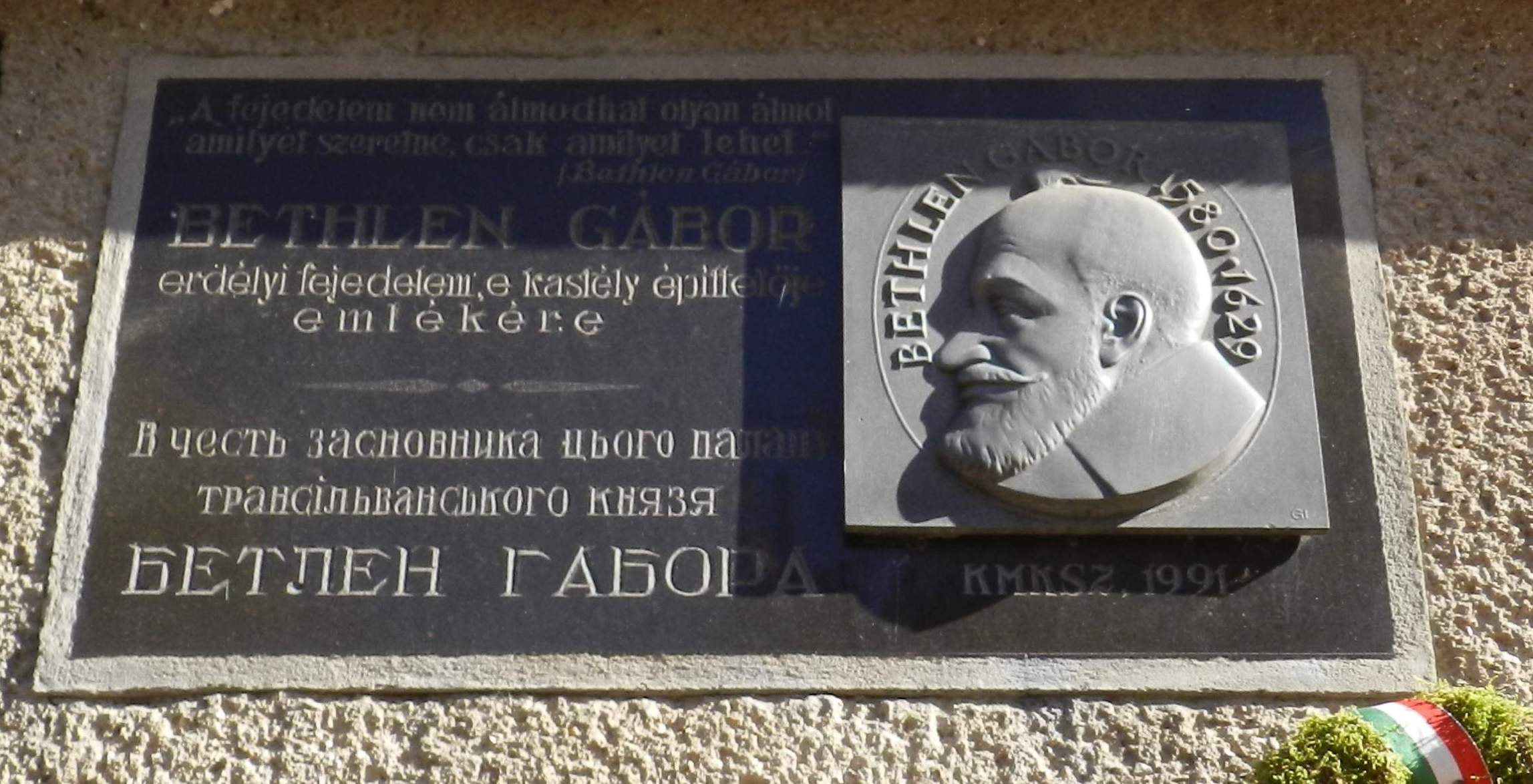
Пам'ятна дошка на честь Габора Бетлена, стіна Графського двору (палац Бетлена (1629 р.), нині Музей Берегівщини)

Га́бор Бе́тлен (угор. Bethlen Gábor; 1580 — 15 листопада 1629) — князь Трансильванії (1613—1629), король Угорщини (1620—1621), герцог Опольський (1622—1625). Представник угорської династії Бетленів. Голова анти-Габсбурзького повстання в Угорському королівстві. Зять бранденбурзького маркграфа Йоганна-Сигізмунда. Учасник Тридцятилітньої війни. Також — Гаври́ло Бе́тлен, Габрієль Бетлен (рум. Gabriel Bethlen, словац. Gabriel Betlen, нім. Gabriel Bethlen von Iktár).

## Біографія

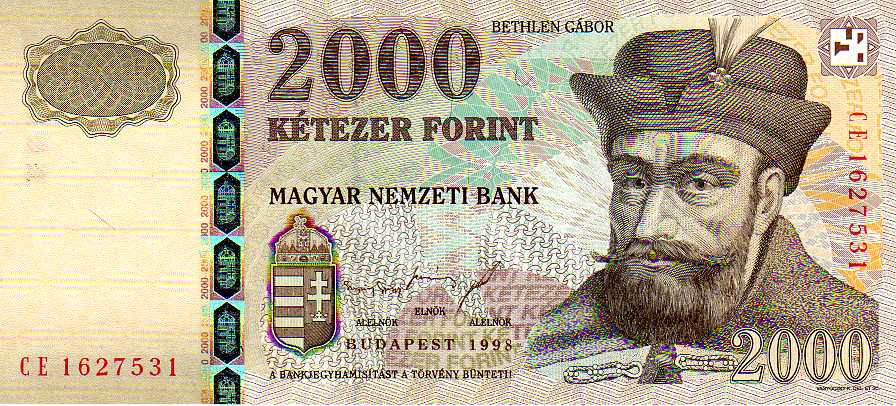
2000 мадярських форинтів з портретом Габора Бетлена

Проводив політику зміцнення князівської влади. Створив постійну армію. Був лояльний по відношенню до турецького султана Османа II, був провідником османського впливу у Східній Європі. Втім, ще в 1615 році Матвій Габсбург, імператор Священної Римської імперії, «альтернативний» король Угорщини та Чехії, визнав Бетлена правителем Трансільванії і уклав з ним секретну домовленість про спільний виступ проти турків. Однак австрійці не стали дотримуватися її умови та продовжили в липні 1615 мирний договір з Оттоманською Портою, заодно підтримавши капітана Верхньої Угорщини і господаря Ужгородського замку Дьєрдя Другета, який навернувся до католицизму і виступив проти протестанта Бетлена.
З метою створення коаліції посилав посольство до Москви. Брав участь у початкових фазах Тридцятилітньої війни на боці протестантської коаліції. Після битви коло Білої гори (1620) зберіг владу лише над Трансільванією.

## Портрети

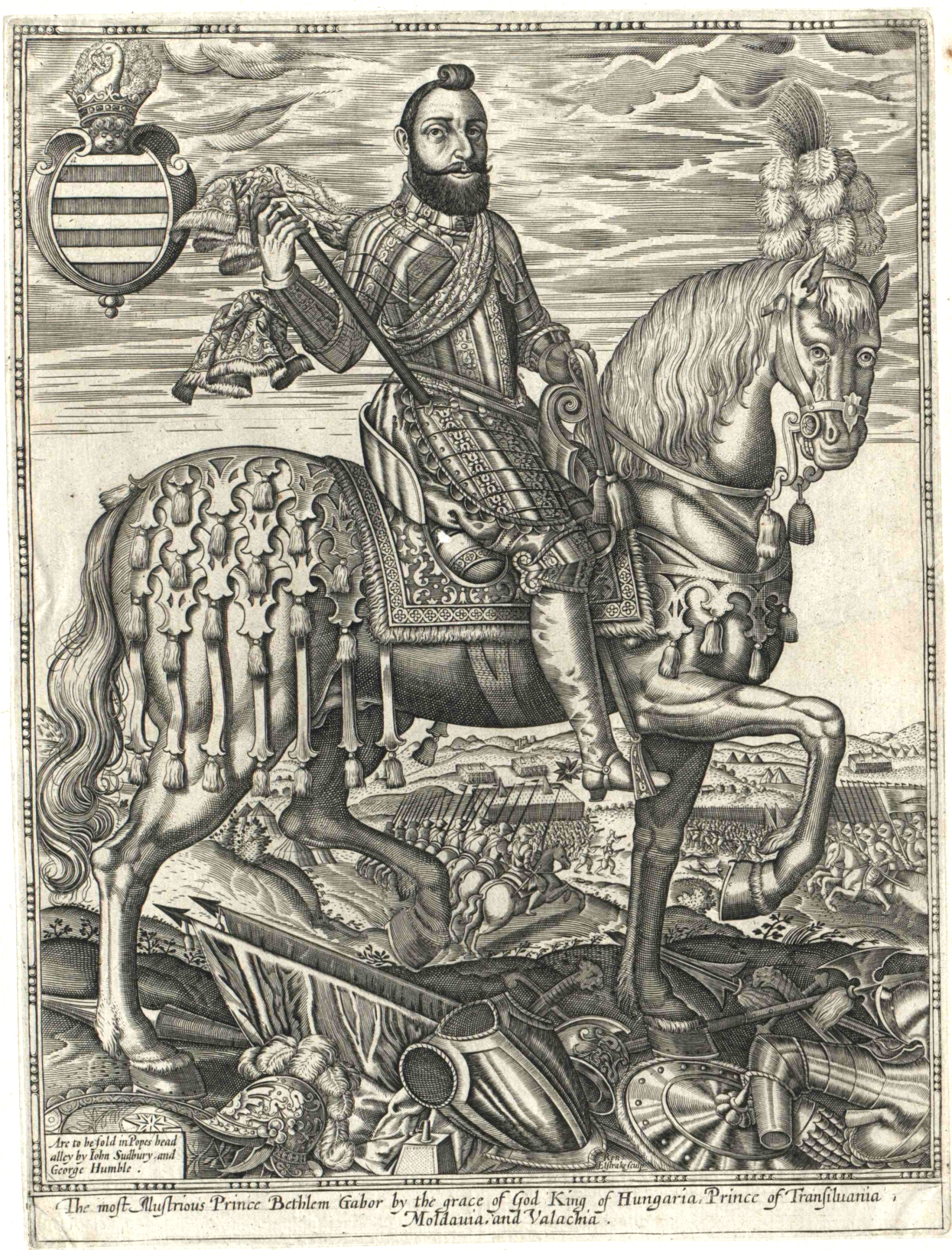
Невідомий художник, 1613
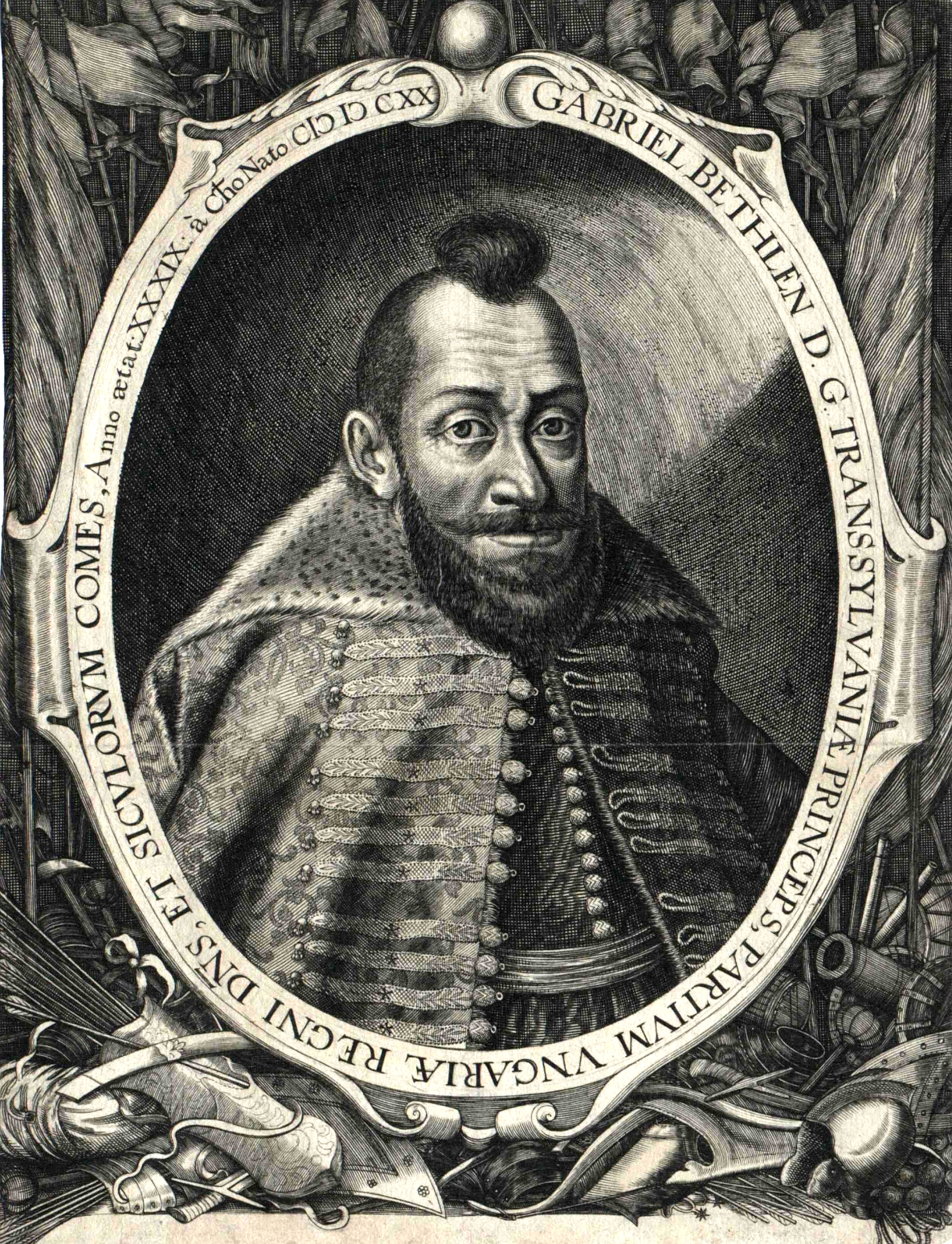
Невідомий художник, 1620
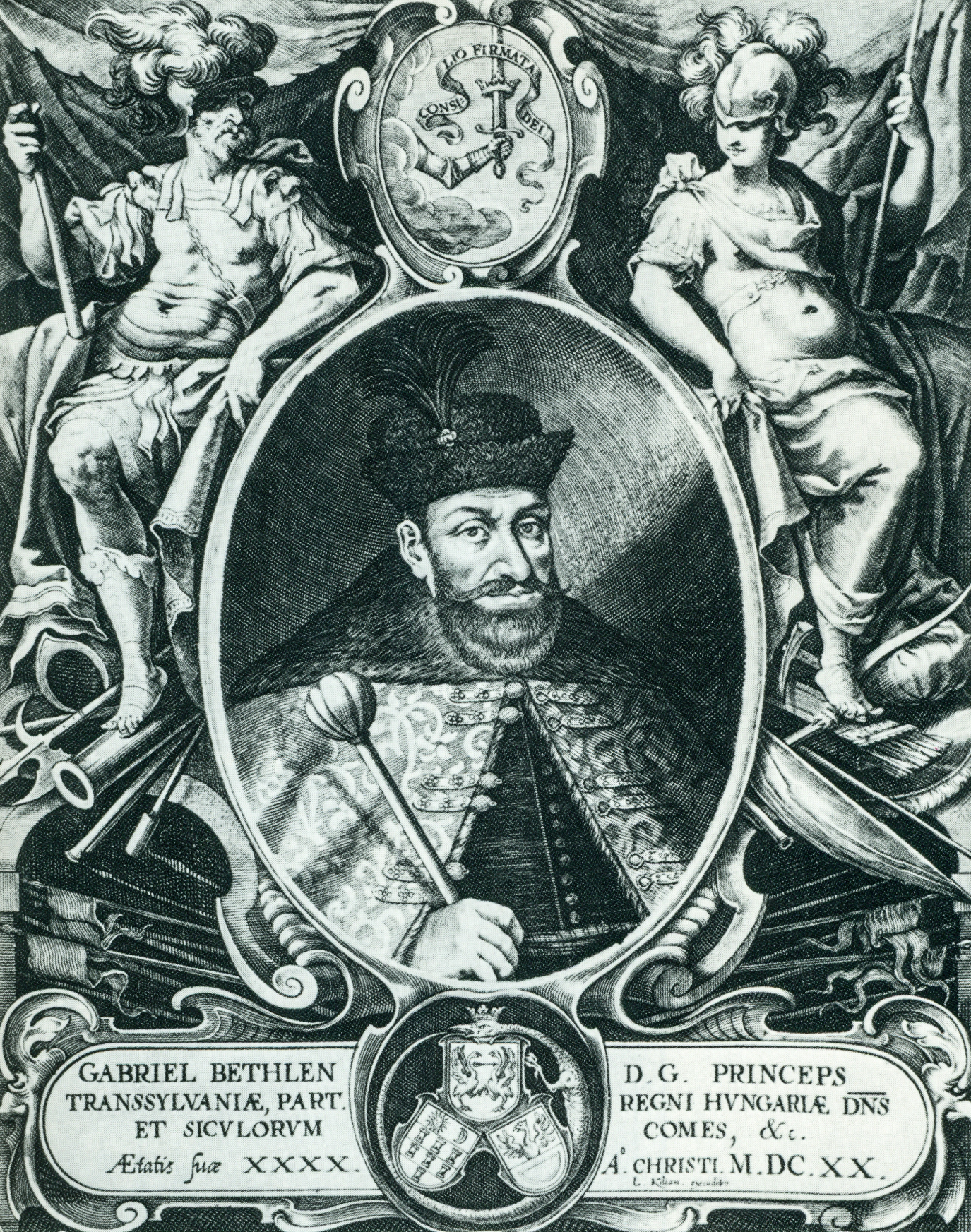
Робота Лукаса Кіліана, 1620
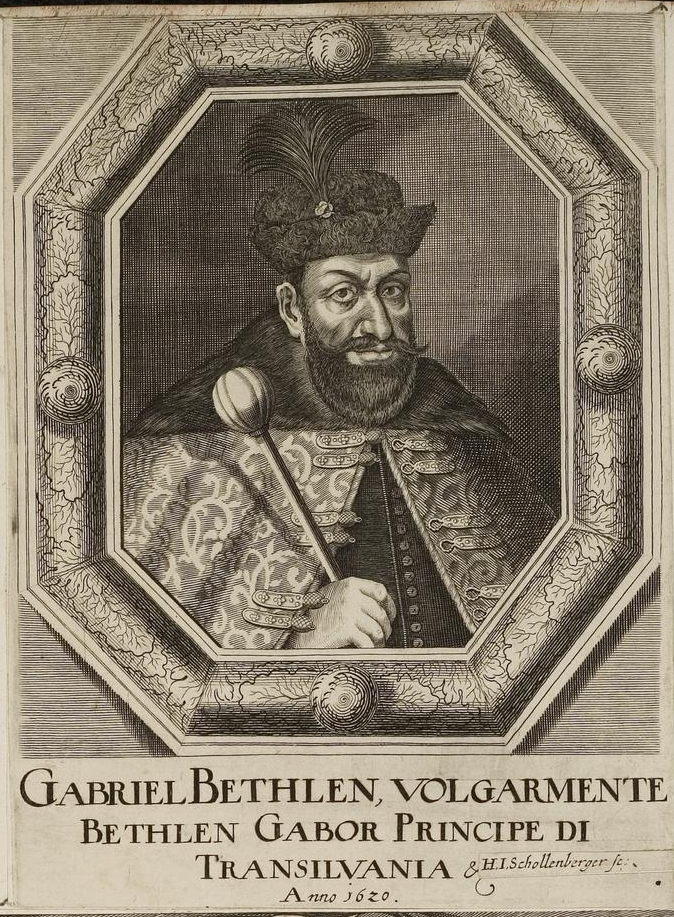
Робота Йоганна Шоленбергера, 1620
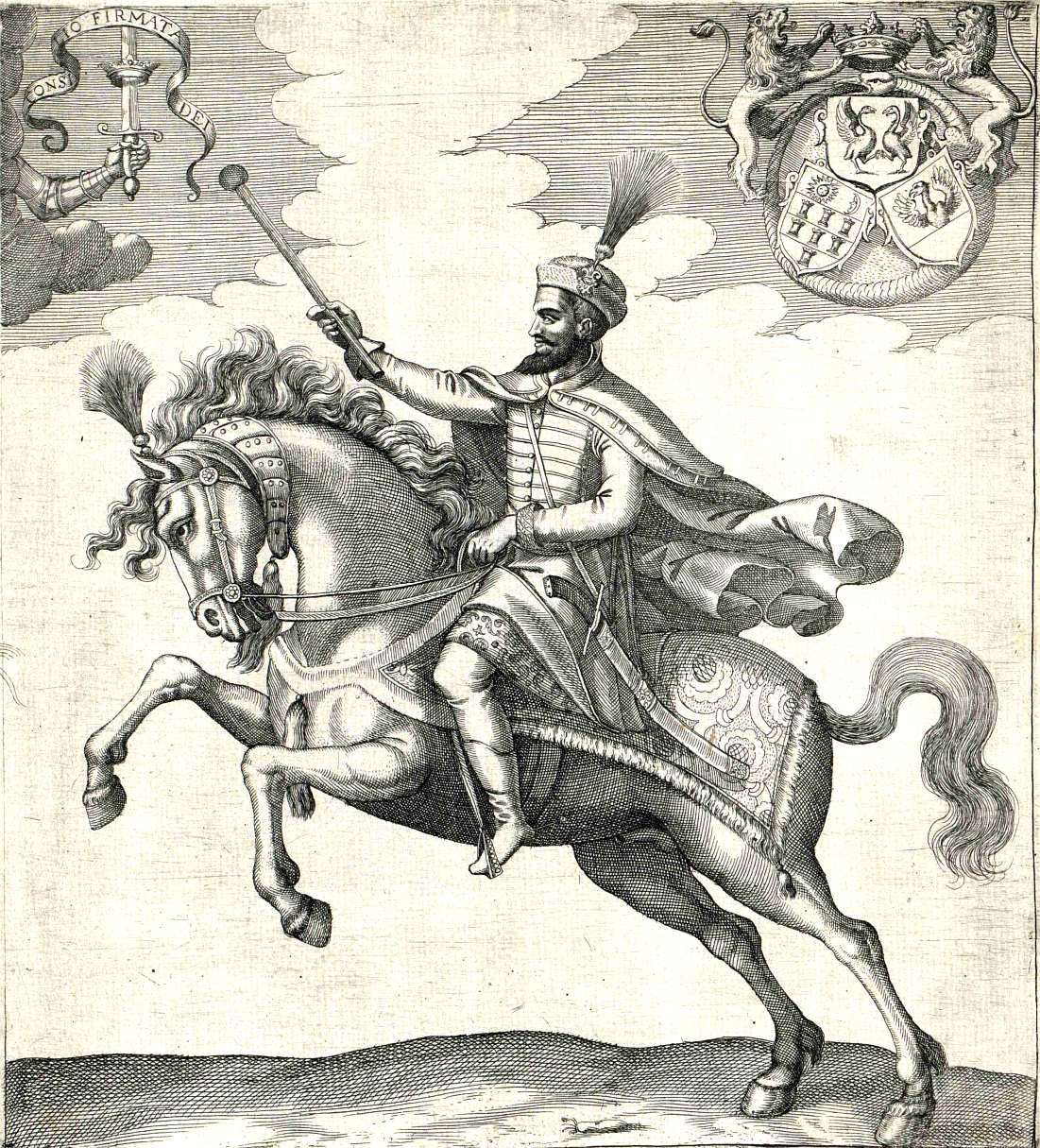
Невідомий художник, 1621
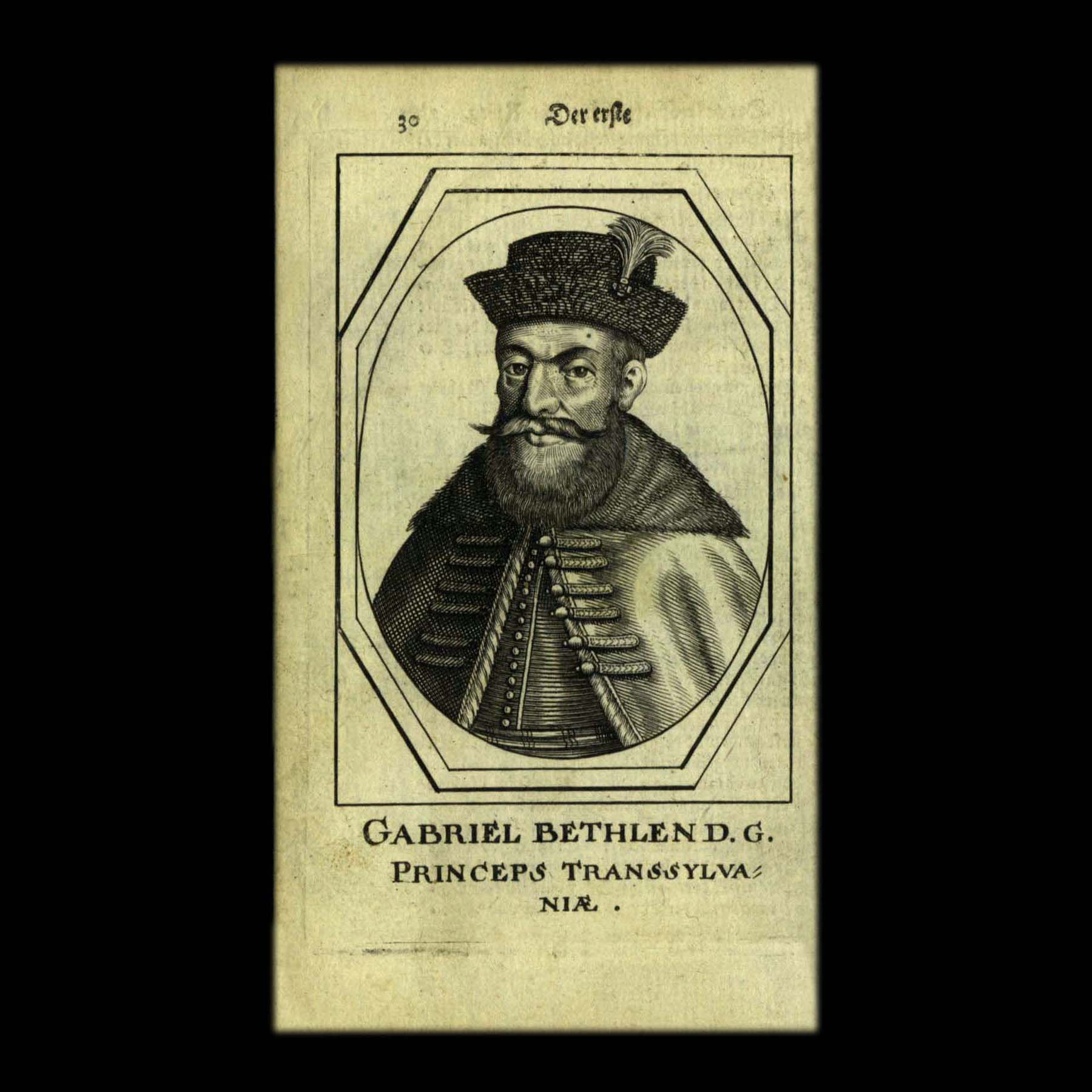
Робота Ебергарда Вассенберга, 1647
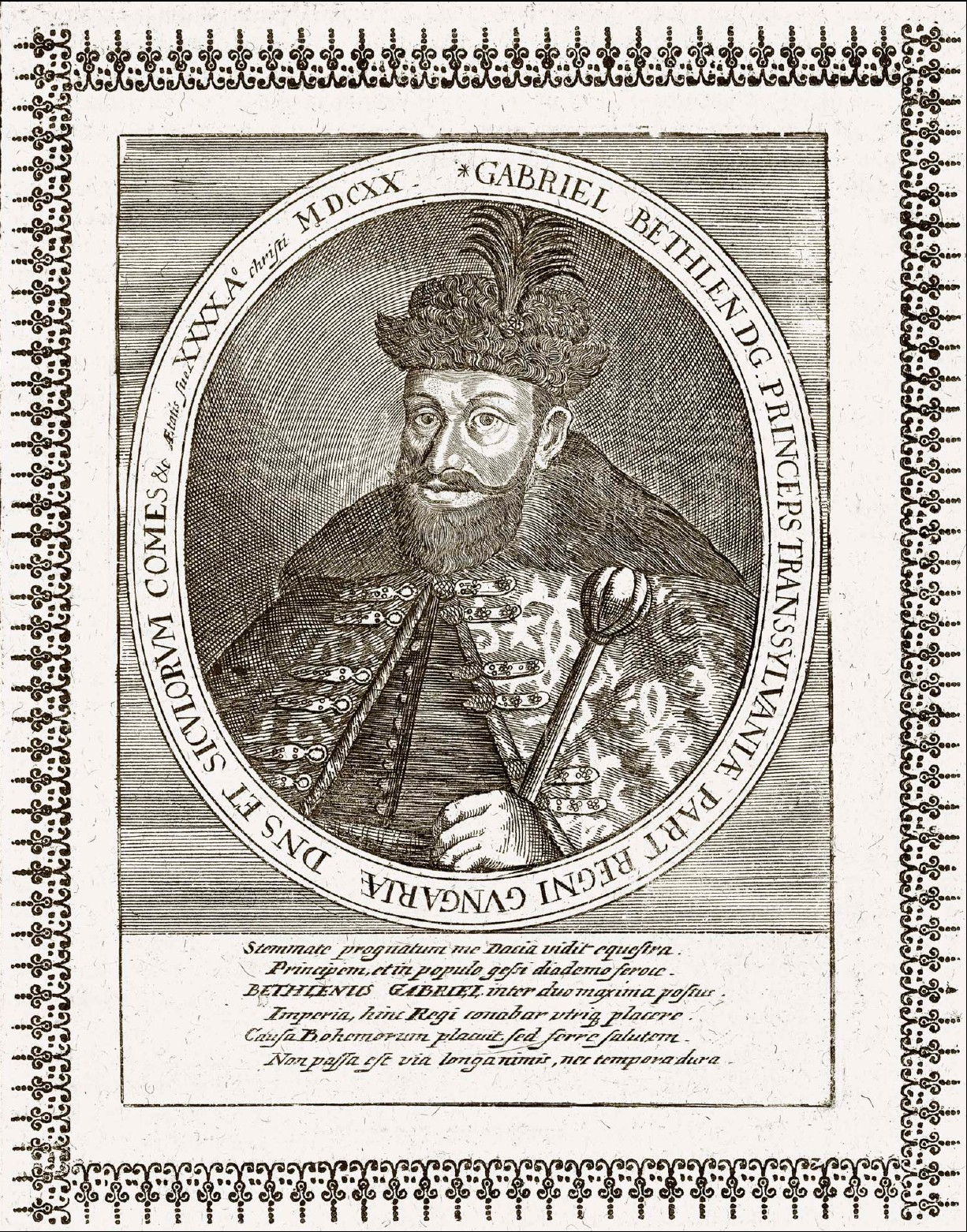
Робота Матвія Меріана, 1662
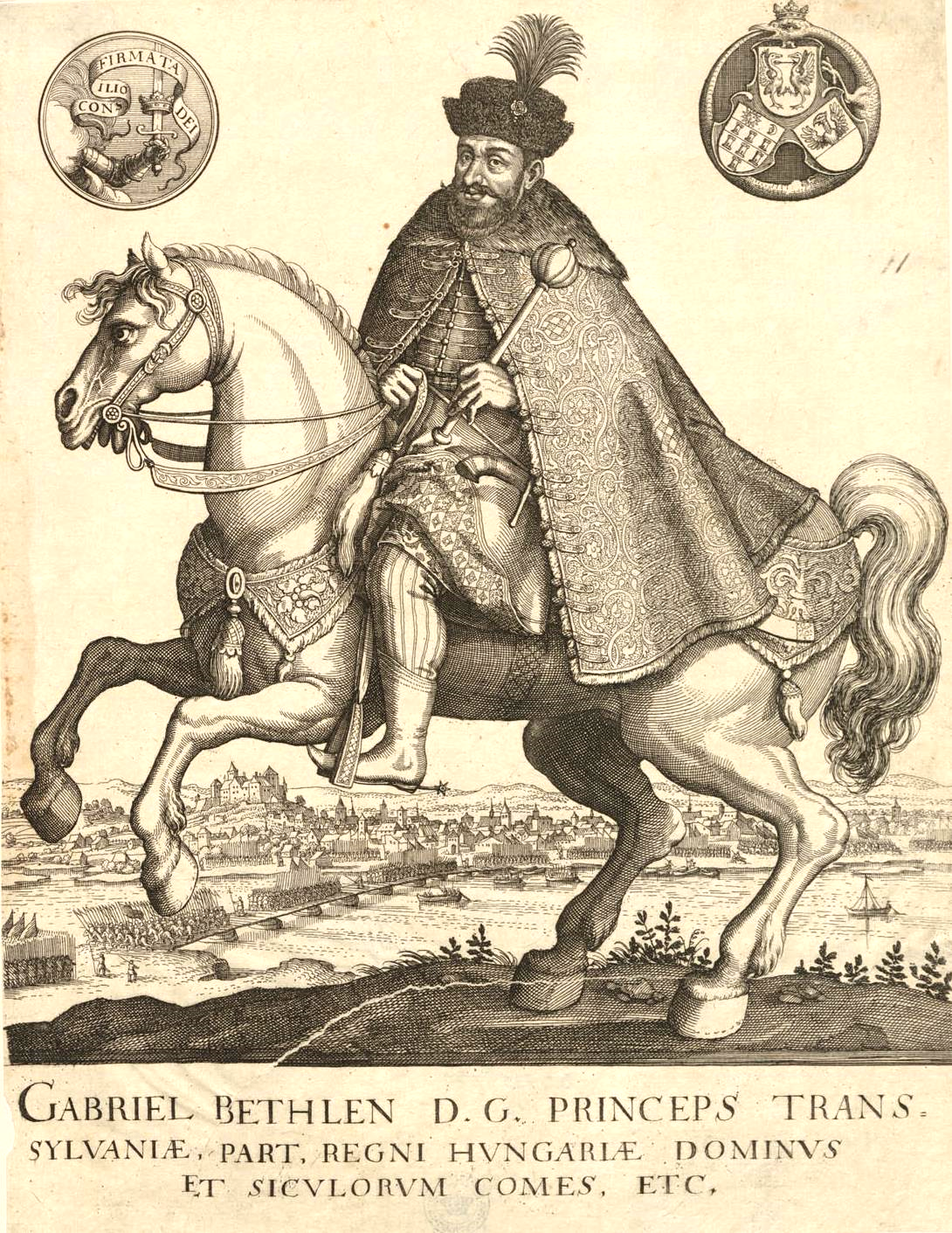
Невідомий художник, XVII ст.

## Вшанування в Україні
На честь Габора Бетлена названа вулиця в м. Берегово Закарпатської обл.  Меморіальна табличка на його честь встановлена на стіні палацу т. зв. Графського двору  (з 2002 року тут діє Музей Берегівщини), збудованому Бетленом на руїнах монастиря ченців-домініканців у 1629 р.  

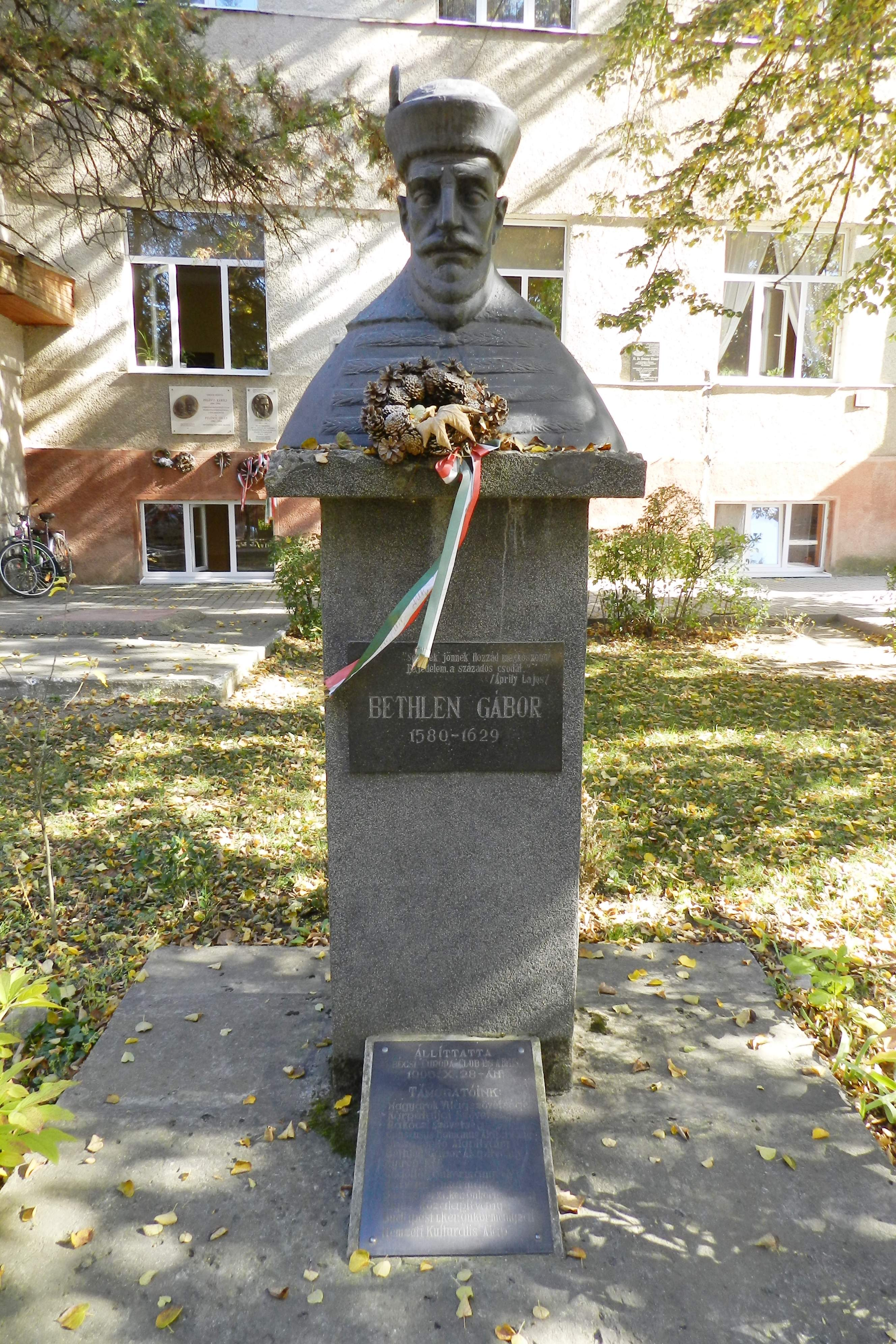
Погруддя Габора Бетлена у дворі угорської гімназії імені Бетлена, м. Берегово

Ім'я  князя носить також Берегівська угорська гімназія імені Бетлена, у дворі якої стоїть погруддя цього історичного діяча.                                                                